# بیرگورن
بیرگورن (به لاتین: Birghorn) یک کوه در سوئیس است که در کانتون برن واقع شده‌است. بیرگورن ۳٬۲۴۳ متر بالاتر از سطح دریا واقع شده‌است.